# 产宁坂

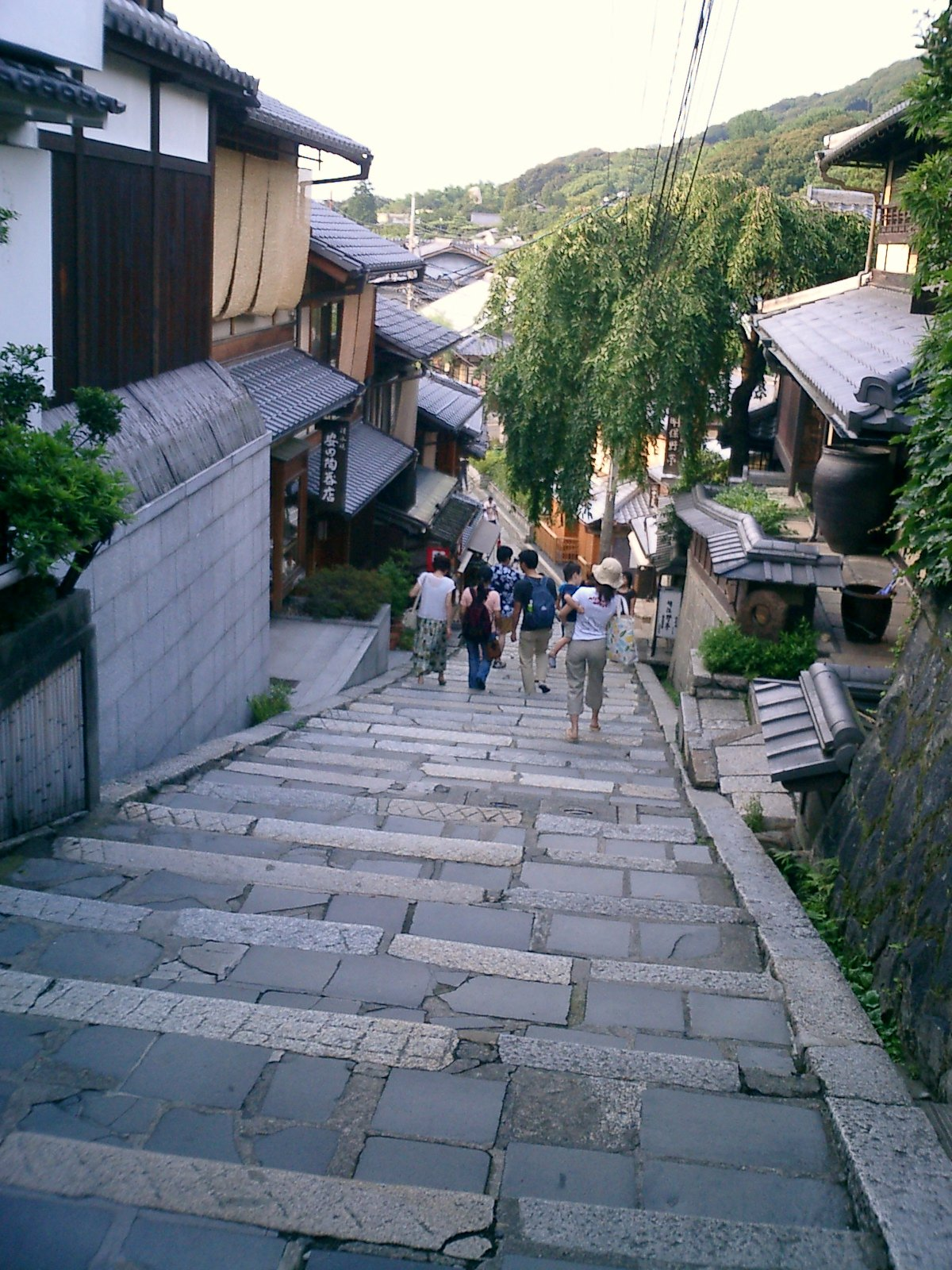
產寧坂（三年坂）

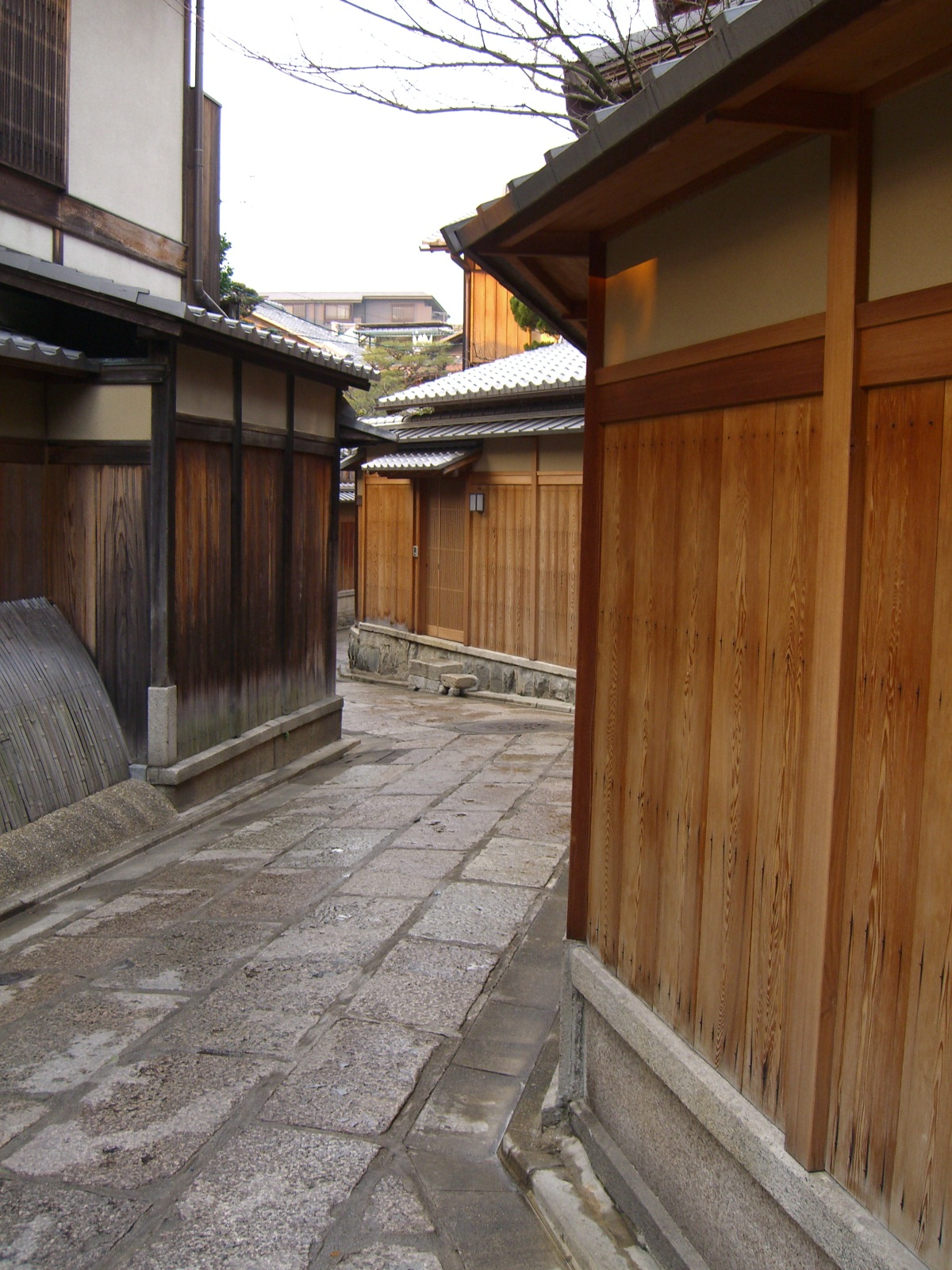
折れ曲がった石畳（石塀小路）

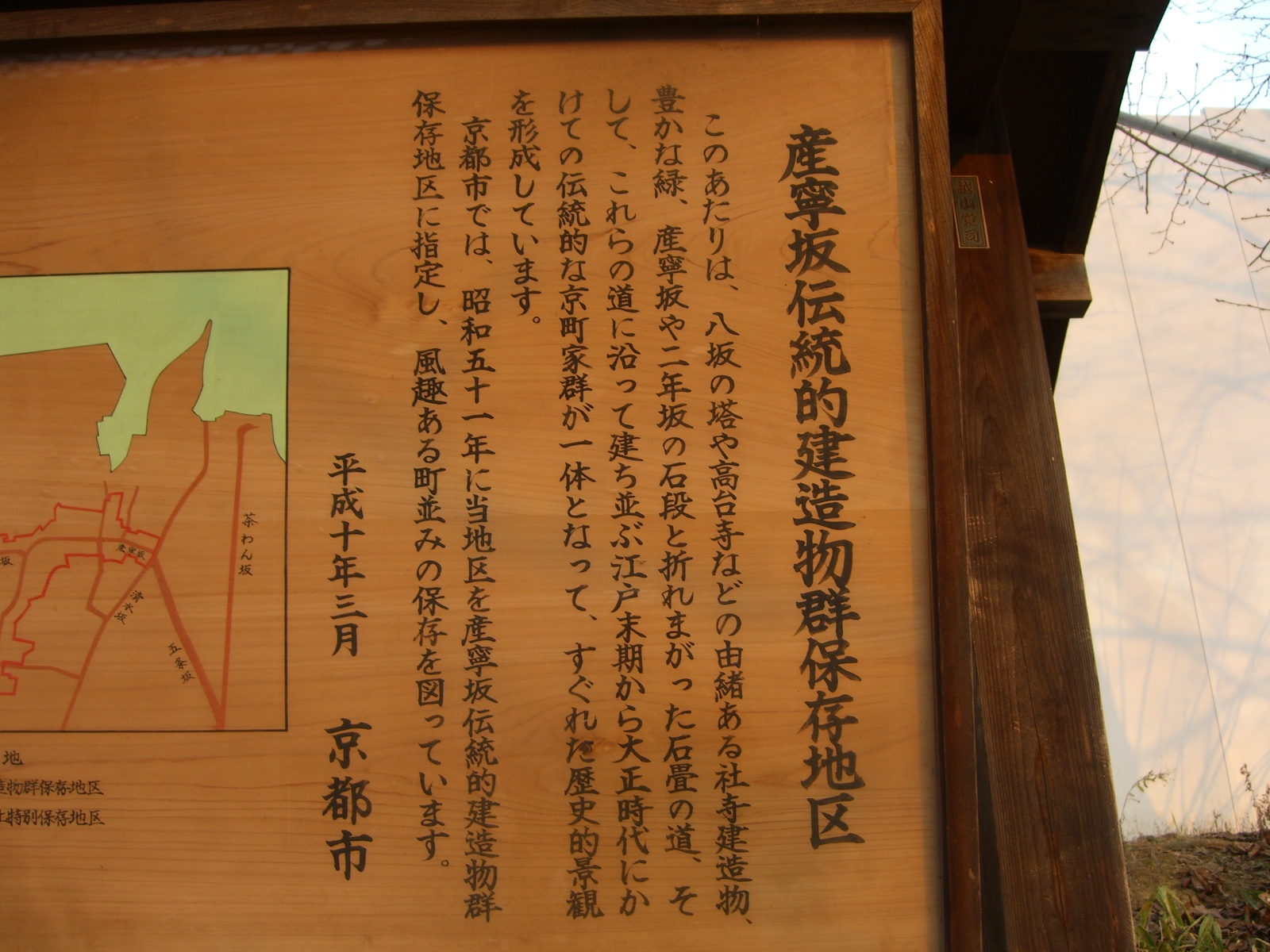
保存地区の説明

產寧坂（日语：／ Sanneizaka */?）是日本京都府京都市東山著名的観光地，又名三年坂。这是一条山坡上的石板路，即清水寺的參道。纪念品店、陶器店和餐厅林立路旁。附近有八坂神社、圆山公园、高台寺、法观寺。根据文化財保護法，產寧坂被列为重要传统的建造物群保存地区。幕末的明保野亭事件在此发生。保存区的面积约8.2公顷。

## 沿道主要设施
- 清水寺
- 清水三年坂美術館

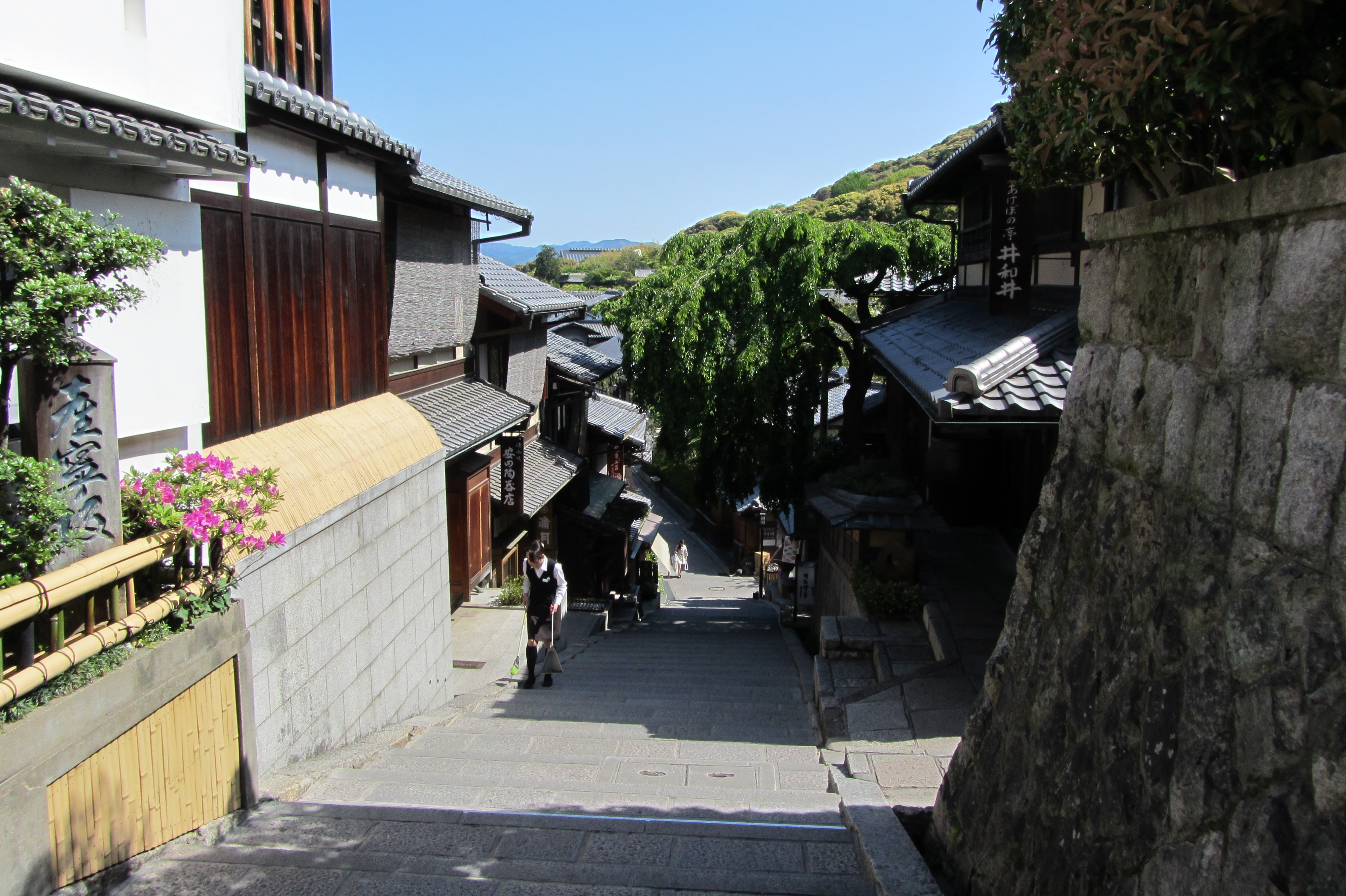
產寧坂
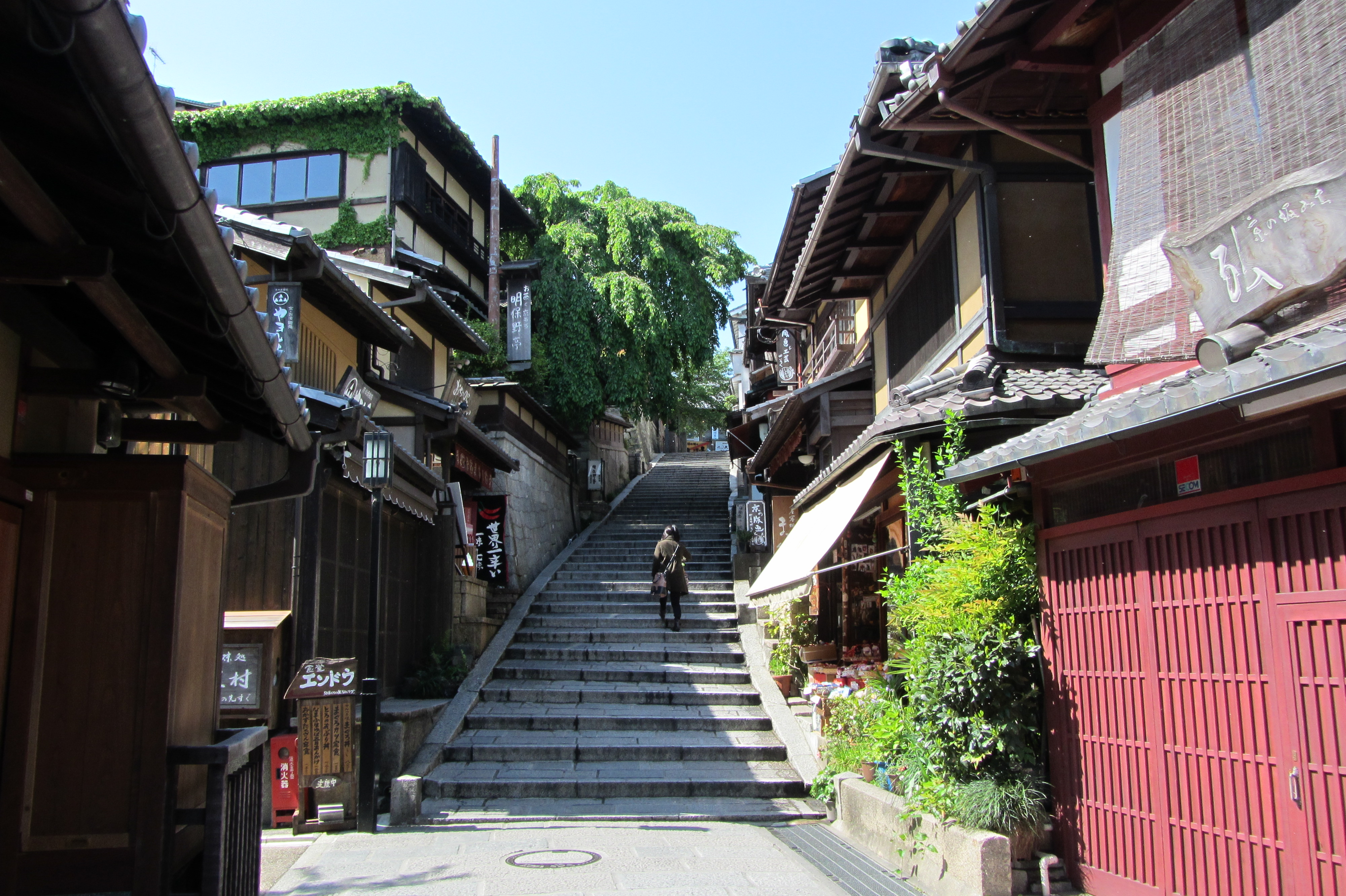
產寧坂（下から）
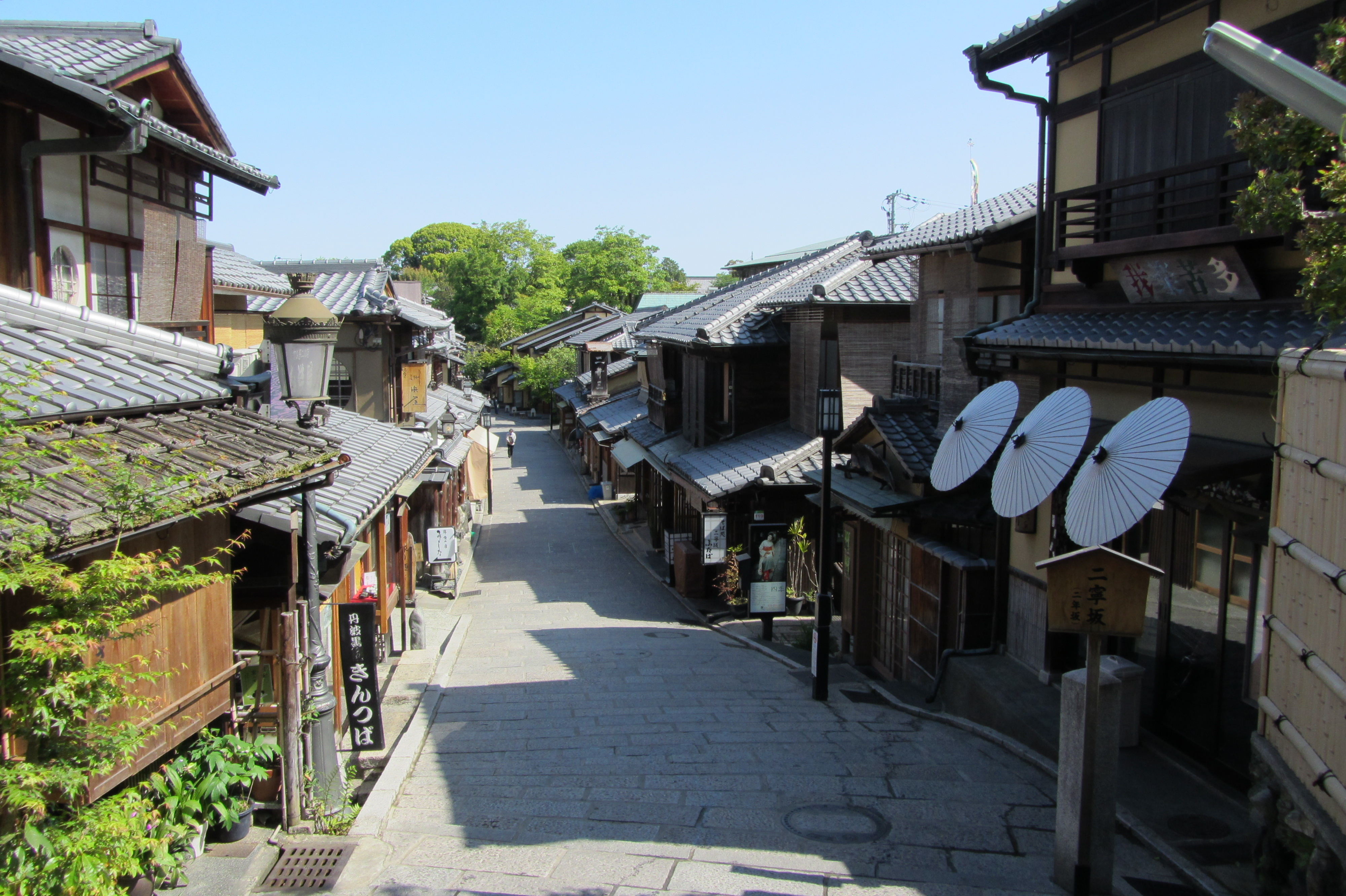
二年坂
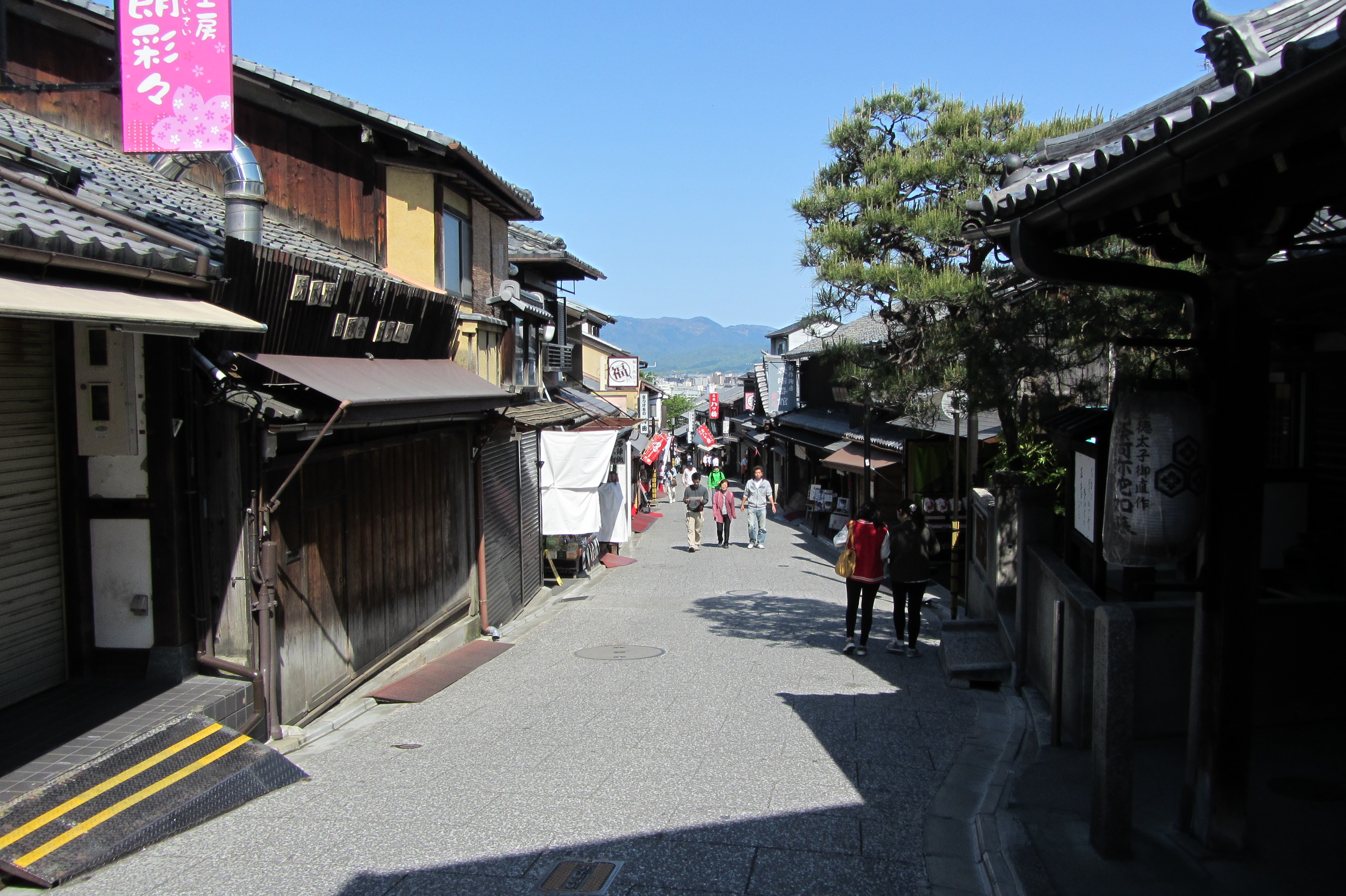
清水坂
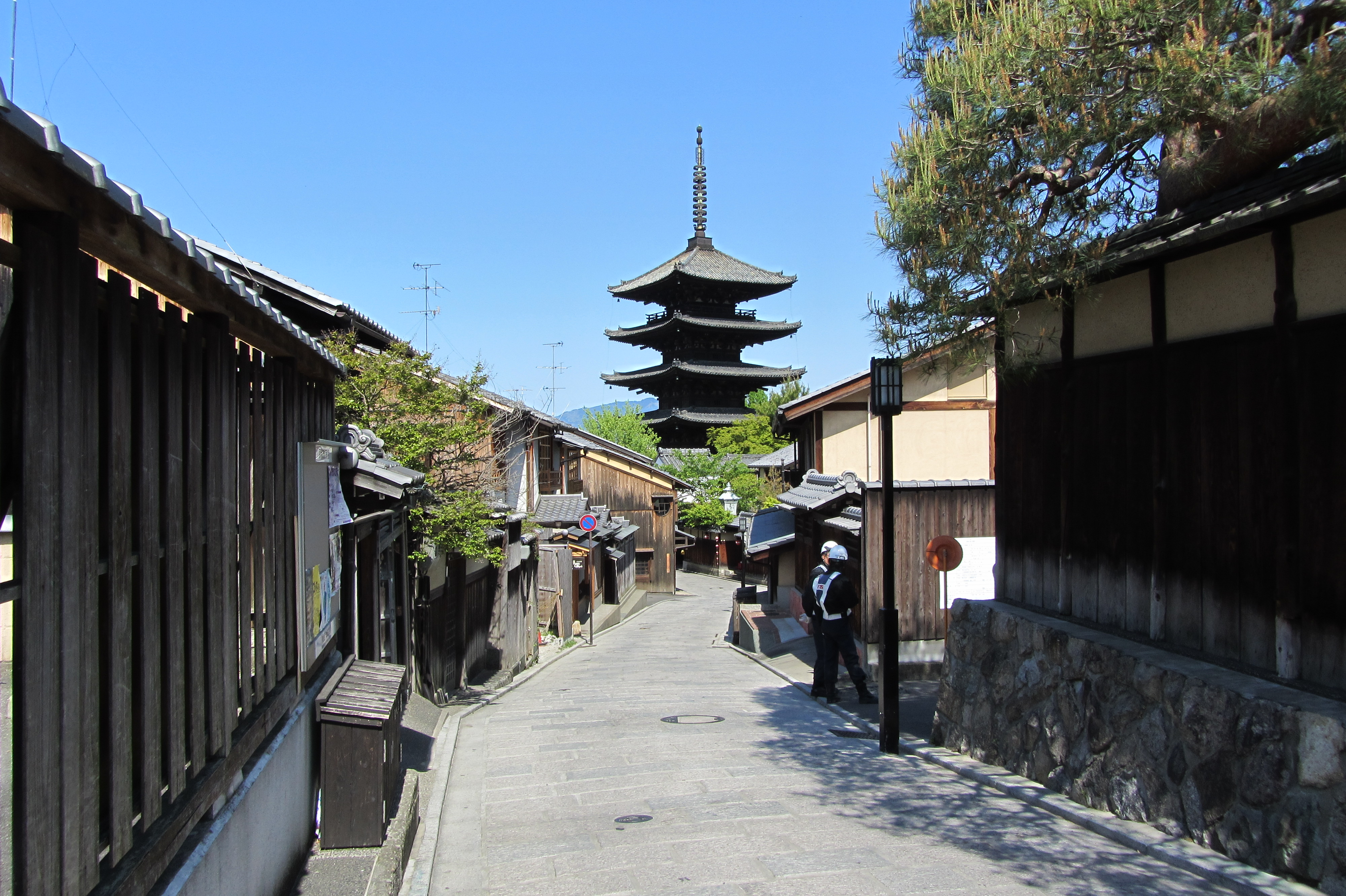
八坂の塔近く